# Gunneredsgölen
Gunneredsgölen är en sjö i Ulricehamns kommun i Västergötland och ingår i Göta älvs huvudavrinningsområde. Sjöns area är 0,033 kvadratkilometer och den är belägen 309 meter över havet.